# Xavier Vela Maggi
Xavier Vela Maggi (Tortosa, 7 de agosto de 1989) es un deportista hispano-brasileño que compitió en remo. Su hermano Pau compitió en el mismo deporte.
Ganó una medalla de bronce en el Campeonato Mundial de Remo de 2017 y una medalla de bronce en el Campeonato Europeo de Remo de 2013, ambas en la prueba de dos sin timonel ligero. En los Juegos Panamericanos de 2019 obtuvo una medalla de plata en el dos sin timonel.
Participó en los Juegos Olímpicos de Río de Janeiro 2016, representando a Brasil, y ocupó el decimocuarto lugar en la prueba de doble scull ligero.

## Palmarés internacional
| Representando a España |                           |                   |                        |
| Campeonato Europeo     |                           |                   |                        |
| Año                    | Lugar                     | Medalla           | Prueba                 |
| 2013                   | Sevilla (España)          | Medalla de bronce | Dos sin timonel ligero |
| Representando a Brasil |                           |                   |                        |
| Campeonato Mundial     |                           |                   |                        |
| Año                    | Lugar                     | Medalla           | Prueba                 |
| 2017                   | Sarasota (Estados Unidos) | Medalla de bronce | Dos sin timonel ligero |
| Juegos Panamericanos   |                           |                   |                        |
| Año                    | Lugar                     | Medalla           | Prueba                 |
| 2019                   | Lima (Perú)               | Medalla de plata  | Dos sin timonel        |